# Циклоп (фильм)
«Циклоп» — американский художественный фильм 2008 года, сочетает элементы фэнтези, триллера и приключений. Снимался для телевидения.

## Сюжет
Действие фильма разворачивается в Древнем Риме во времена правления императора Тиберия. В сельской местности группа путешественников натыкается на нескольких овец и убивает их для пропитания. Им мешает их владелец, свирепый Циклоп, последний в своем роде, который убивает их всех, кроме одного, которому удается сбежать обратно в Рим. Там он посылает сообщение императору о том, что им был замечен Циклоп. Тиберий посылает своего лучшего командира Маркуса Ромула захватить убийцу. Хотя это стоило ему нескольких людей, Маркус добивается успеха и приводит Циклопа в Рим. Императору Тиберию нужен новый зверь для его цирка. Когда император видит, сколько внимания привлекает Циклоп, он решает использовать его вместо дорогих львов.
Группа непокорных рабов узнает, что они вот-вот станут кормом для Циклопа. Они убегают, но, несмотря на все усилия, беглецов довольно скоро ловят. Хотя Маркус возглавляет отряд, который захватывает их, он против рабства и спорит с главным советником императора, Фалько. Разъяренный Тиберий наказывает Марка за неподчинение, делая его гладиатором. Маркус преуспевает на арене и обнаруживает, что может научить Циклопа словам и простым идеям, пока стремительный гигант находится в своей камере. Наконец, император обещает Циклопу свободу в обмен на убийство Маркуса. Однако Циклоп решает иначе и убивает императора, после чего сам гибнет от рук Фалько. Маркус мстит за Циклопа и становится освободителем Рима.

## В ролях
- Эрик Робертс — император Тиберий Цезарь
- Фрида Фаррелл — рабыня Барбара
- Велизар Бинев — рабовладелец Клетус
- Райчо Василев — легионер Тарквин